# Daniel Cornelius Danielssen
Daniel Cornelius Danielssen (født 4. juli 1815 i Bergen, død 13. juli 1894 sammesteds) var en norsk læge og naturforsker. 
Danielssen blev cand. med. 1838, vendte straks tilbage til sin fødeby, hvor han på Skt Jørgens Hospital påbegyndte det studium af spedalskheden (lepra), som skulde bringe hans navn frem i allerførste række. Han blev læge ved nævnte stiftelse 1841, og staten gav ham da en toårig understøttelse til fortsatte undersøgelser over nævnte sygdom, som han studerede i udlandet 1843-44. To år senere blev Danielssen overlæge ved Lungegaardshospitalet, en helbredelsesanstalt for spedalske, hvis oprettelse lige var besluttet, men som først trådte i virksomhed 1849, og han blev i denne stilling til sin død. 
Oprettelsen af andre plejestiftelser af lignende art foranledigede, at Danielssen 1847 rejste til udlandet for at studere hospitalers indretning, og samme år udgav den norske stat det af Danielssen og C.W. Boeck udarbejdede store skrift Om Spedalskhed (fransk oversættelse 1848), et arbejde, der blev grundlæggende, til trods for, at det kun beskrev den ene – knudede – form af spedalskheden. Den anden form – den anæstetiske lepra – beskrev Danielssen i et senere arbejde, optaget i Samling af Iagttagelser over Hudens Sygdomme (1855-93). Når der med disse arbejder grundlagdes et nyt studium af lepraen, var det, fordi det kliniske billede af sygdommen afgrænsedes.
En mængde tilfælde af lepralignende hudsygdomme blev ligeledes udskudte, ligesom begrebet lokal lepra o. fl. a. for stedse udslettedes. Årsagen til sygdommen konstaterede imidlertid hverken Danielssen eller Boeck, men Danielssen havde for længst fastslået tilstedeværelsen af nogle for sygdommen karakteristiske celler, i hvilke den af Danielssens svigersøn Armauer Hansen 1873 fundne leprabacil er lejret. Danielssen skrev foruden de nævnte skrifter flere andre, bl.a. et om Planteparasitære Hudsygdomm, og efterlod et posthumt udgivet værk: Behandlung der Lepra, optaget i Penzoldt und Stintzing: Handbuch des sp. Therapie innerer Krankheiten (1894). 
Var Danielssen banebryder i medicinen, var han det i ikke mindre grad i alle forhold, der vedrørte højnelsen af den almindelige kultur, navnlig i hans fødeby. Han var den ledende ånd i en mængde foretagender, som han delvis selv havde stiftet (Nationalscenen, Athenæum, Videnskabsselskabet, Selskabet for de norske Fiskeriers Fremme). Fremmest bland disse er dog Bergens Museum, hvis præses han var fra 1864 til sin død, og som under hans ledelse nåede sin anerkendte stilling. Det er også med fuld ret, at hans buste rejstes 1885 af Bergens borgere i museets forhal. Danielssens aske henstilledes i sokkelens fod. 
Også hans virksomhed som kommunalpolitiker og i Nationalforsamlingen (1859-76) har nydt anerkendelse. Danielssen var æresdoktor ved Lunds (1868) og Köbenhanvs (1879) universiteter; desuden medlem af talrige udenlandske akademier og lærde selskaber. Han og Boeck hædredes 1855 af det franske akademi med en æresgave på 2000 francs, hvilken sum nu danner en præmie for dermatologiske arbejder, administreret af Kristiania Universitet og uddelt hvert tredje år. Danielssen efterlod Bergens Museum hele sin formue. Den biologiske station i Bergen grundlagdes ved en indsamling i anledning af Danielssens 50-års-jubilæum, der i øvrigt fejredes ved udgivelsen af et festskrift.